# میزوهو-کو، ناگویا
میزوهو-کو، ناگویا (به لاتین: Mizuho-ku, Nagoya) یک منطقهٔ مسکونی در ژاپن است که در ناگویا واقع شده‌است. میزوهو-کو ۱۱٫۲۳ کیلومترمربع مساحت و ۱۰۵٬۲۲۴ نفر جمعیت دارد.